# Брунхилда од Аустразије
Брунхилда од Аустразије је била краљица франачке Аустразије и визиготска принцеза (Толедо, 543 — Ренев, 613), кћерка визиготског краља Атанагилда и његове жене Госвинте. Удала се за франачког краља Аустразије, Зигеберта I, сина франачког краља, Хлотара I. Учествовала је у сукобима и ратовима против Неустрије, изазваним убиством њене сестре, Галсвинте, жене Хилпериха I, неустријског краља. Била је регент Аустразије и Бургундије. Иако с почетка њене владавине позната као либерална владарка и велики политичар, Брунхилда је касније постала синоним суровости и шкртости.

## Живот
Брунхилда је рођена негде око 543. године у Толеду, као млађа кћерка визиготског краља Атанагилда и његове краљице, Госвинте. Имала је само 11 година када је њен отац ступио на визиготски престо, 554. године. Васпитана је у духу аријанског хришћанства.

### Први брак
Затегнути односи између франачке и визиготске краљевине изазвани тридесетак година раније убиством франачке принцезе Клотилде које је извршио њен муж, визиготски краљ Атанарих, побољшали су се негде око 565. године, те је франачки краљ Аустразије, Зигеберт I, запросио руку визиготске принцезе. Овај брак је ишао на руку и Францима и Визиготима: Атанагилд је могао мирно да се посвети борбама са Византинцима и Свевима, а Меровинг Зигеберт је тим браком добио на јачини у сукобима са својом браћом. Зигеберт I је био један од четири сина Хлотара I који је пре смрти поделио своје краљевство између своја четири сина: Зигеберт је добио Аустразију, Хилперих Неустрију, Хариберт Париз, а Гунтрам Бургундију. Према историчару Гргуру Турском, Зигебертов брак је био смишљен и као критика својој браћи у погледу одабира жена. Док су остала тројица била ожењена промискуитетним женама ниског рода, Зигеберт се оженио образованом принцезом високих моралних начела.
Брунхилда је прихватила да се покрсти и пређе у католичку веру. Венчање се обавило у граду Мец, престоници Аустразије, 566. године.
Гргур Турски, историчар меровиншког доба франачког краљевства, написао је о Брунхилди: „Беше то девојка елегантних манира, лепог стаса, поштена и смерна, пријатна саговорница и добра саветница."

#### Убиство Галсвинте
Као одговор на Зигобертов потез, његов брат Хилперих, соасонски (неустријски) краљ, издејствовао је поништење брака са својом првом женом, Аудовером, и послао је изасланике на визиготски двор и запросио Брунхилдину сестру, Галсвинту. Гргур Турски каже да је то урадио јер је завидео свом брату на браку са Брунхилдом. Галсвинта је међутим, захтевала од свог мужа да уклони са двора све своје проститутке и љубавнице, што је Хилперих одбио да учини, те су он и његова омиљена љубавница, Фредегунда, сковали заверу и убили Галсвинту у року од годину дана, након чега се Хилперих оженио Фредегундом. Брунхилда је онда натерала свог мужа да тражи од Хилпериха да јој врати територије које му је Галсвинта донела у мираз (Бордо, Лимож, Каор, Беарн и Бигор) као надокнаду за сестрину смрт, а Зигеберт је наговорио свог брата, краља Бургундије, Гунтрама, да посредује између њих. Хилперих је тешка срца пристао да врати градове, а Брунхилда није заборавила на убиство своје сестре. Ускоро је склопљен краткотрајни мир посредовањем Германа, париског бискупа. Између 567. и 570. године, Брунхилда је Зигеберту родила троје деце — две кћерке, Ингунду, Хлодосинду и једног сина, Хилдеберта.

#### Почетак сукоба
Примирје је прекршио Хилперих 575. године, кад је извршио инвазију на Сигебертове територије у настојању да поврати изгубљених пет градова. Сигеберт је победио Хилпериха у борби у којој је погинуо који је побегао у Турнај. Парижани су славили Зигеберта као освајача кад је овај отишао тамо са Брунхилдом и децом. Герман је писао Брунхилди и затражио да убеди свог мужа да поштеди свог брата и да успостави мир. Германови хроничари тврде да се Брунхилда оглушила на ове молбе, тако да је Зигеберт кренуо да опседа Турнај. Фредегунда је, видевши свог мужа у опасности, унајмила двојицу плаћеника који су убили Зигеберта у Витрију са отровним бодежима, а Брунхилда је заробљена и затворена у Руану. Хилперих је онда тражио право на престо Аустразије. Међутим, Брунхилда је успела да издејствује бег свог сина, Хилдеберта II, те је тако тражила престо Аустразије за свог сина, а регенство за себе. Племство Аустразије је признало Хилдеберта као краља, међутим одбило је да да регенство Брунхилди. Уместо ње, регент малолетног Хилдеберта постао је Зигебертов и Хилперихов брат, краљ Бургундије, Гунтрам.

### Други брак
Иако му је отац изричито забранио, Меровех, син Хилпериха и Аудовере, отишао је у Руан под изговором да посети своју мајку. Тамо је упознао Брунхилду и заљубио се, те су се млада удовица и он венчали, како би избегли скандал. Меровех је тад имао 19, а Брунхилда 32 године. Венчао их је бискуп Руана, Претекстатус, међутим, како бележи Гргур Турски, овај брак је био противзаконит јер је Брунхилда била Меровехова тетка. Хилперих их је опсео у цркви св. Мартина и на крају одвео Меровеха са собом у Соасон. У жељи да поништи брак, Хилперих је на силу заредио Меровеха и послао га у манастир Ле Манс, где је овај постао свештеник. Меровех је, међутим, побегао у светилиште св. Мартина у Туру, цркве Гргура Турског (који је иначе био савременик свих ових догађаја) а касније у Шампању. На крају се вратио у Тур 578. године, и када је изгубио у борби за престо, тражио је од слуге да га убије.

### Прво регентство
Брунхилда је покушала да се докопа регентства у име свог сина Хилдеберта, али кад је племство Аустразије то одбило, повукла се на кратко на двор Гунтрама од Бургундије, Зигебертовог и Хилпериховог брата, како би прикупила снагу за постизање свог циља. Вративши се у Аустразију, преузела је власт и почела да влада као регенткиња. Њена првобитна владавина је карактеристична по административним реформама које је вршила у духу свог визиготског образовања. Поправила је многе старе римске путеве, изградила многе цркве и опетије, подигла неопходна утврђења, реорганизовала вођење краљевских финансија, и извршила реформу краљевске војске. Међутим, била је стално у сукобу са племством Аустразије који су видели угреженим своје повластице са тако јаким владаром као што је била Брунхилда, која није пропуштала да наметне краљевски ауторитет где год је сматрала неопходним. У настојањима да ојача своју позицију и престиж и моћ монархије, убедила је Гунтрама који није имао наследника, да усвоји Хилдеберта и начини га својим наследником, што је овај и урадио 577. године.
Године 579. удала је своју кћерку Ингунду (која је тада имала само 13 година) за визиготског принца Херменегилда, и на тај начин склопила савез између краљевске куће Аустразије и Визиготског краљевства, своје домовине. Међутим, са Херменегилдовим напуштањем аријанизма и прихватањем хришћанске ортодоксије обоје су били увучени у турбулентне догађаје који су се трагично завршили смрћу младог брачног пара.
Брунхилда је владала Аустразијом до 583. године, када је Хилдеберт напунио 13. година, старост која се по меровиншкој традицији сматрала пунолетством.

#### Однос са краљем Гунтрамом од Бургундије
Сукоб са Фредегундом се опет разбуктао након Хилперихове смрти. Како је сад постала регенткиња у Неустрији, Фредегунда је била у могућности да обнови рат са својим старим непријатељем. Међутим, Брунхилда је прво морала да се обрачуна са непријатељима у сопственој земљи.
Многе војводе су веома негодовале због великог утицаја који је вршила Брунхилда на свог сина, младог краља. Њих тројица — Раухиг, Урсије и Бертефрид — сковали су заверу да убију Хилдеберта. Међутим, завера је пропала, Раухиг је убијен, а Урсије и Бертефрид су успели да побегну. Након овог догађаја, Гунтрам је одмах позвао Брунхилду, Хилдеберта и Хилдебертову децу да се склоне на његов двор, сматрајући да су им животи у опасности, што су они и учинили. Ускоро су преостала два завереника била убијена.
Године 587. Гунтрам, Хилдеберт и Брунхилда су склопили споразум у Анделоу, чиме су обезбедили престо Бургундије за Хилдеберта након Гунтрамове смрти, као и савез две државе који је трајао докле год је Гунтрам био жив.
Исте године, визиготски краљ, Рекаред I, послао је изасланике Хилдеберту и Гунтраму. Хилдеберт их је примио и склопио савез са Визиготима док је Гунтрам из само њему познатих разлога одбио да их прими. Због тога, када су Брунхилда и Хилдеберт уговарали брак за Хилдебертову сестру Хлодосинду са Рекаредом, Гунтрам је тај предлог одбацио, те су и преговори напуштени. Године 592, Гунтрам је умро и Хилдеберт, према споразуму из Анделоа, наследио је бургундски престо и одмах објавио рат Хлотару II од Неустрије.

### Друго регентство
Након Хидебертове смрти (спетембар или октобар 595), Брунхилда је покушала да влада Аустразијом и Бургундијом у име својих унука, прво Теудеберта II и касније и Теудериха II. Иако је она приписала Хилдебертову смрт Фредегунди, Фредегунда је умрла 597, те је самим тим и њихово ривалство приведено крају. Међутим, сукоб су наставили потомци две краљице, још дуго година.
Године 599, Брунхилдин старији унук, Теудеберт, на чијем је двору она живела, ју је протерао. Нашао ју је неки сељак како тумара у околини Арциса у Шампањи и одвео ју је Теудериху. Теудерих ју је дочекао отворених руку и врло брзо потпао под њен утицај. Брунехилда је желела да се освети Теудеберту. Ускоро су се браћа нашла у рату.
Од овог тренутка Брунхилда ће се показати као изузетно немилосрдна особа, што ће је на крају и одвести у смрт. Сковала је заверу против Бертоалда, мајордома бургундијског двора како би га убила и на његово место довела свог љубавника, Протадија. Године 604, убедила је Теудериха да пошаље Бертоалда да испита краљевске поседе дуж Сене. Клотар II, који је вероватно сазнао преко Брунехилдиних доушника за Бертоалдову инспекцију) узнемирио се и послао неустријског мајордома Ландриха (случајност је хтела да то буде бивши Фредегундин присталица), да крене у сустрет Бертоалду који је са собом имао само малу пратњу. Бертоалд је убијен, а на његово место је убрзо постављен Протадије.
Брунехилда и Протадије су убрзо убедили Теудериха да обнови рат са Теудебертом, али су мајордома убили његови људи који нису желели да ратују само због краљичине сујете. Човек који је наредио убиство Протадија, војвода Унселен, био је врло брзо ухапшен по Брунехилдином наређењу, мучен и погубљен. Није био први војвода који је пао као жртва краљичине осветољубивости.
Дезидерије, бискуп Вјена, оптужио је Брунхилду за инцест и окрутност. Потом је пред њом и краљем Теудерихом одржао проповед о честитости, што је изазвало бес код краљице која је потом наредила да се бискуп убије у селу које се данас зове Сен Дидје сир Шаларон.
Теудерих II од Бургундије и његова баба Брунхилда, освојивши велике територије 612. године, осетили су се толико јаким да су одлучили да нападну Теудеберта II. Сукобили су се у бици код Толбијака, где је Теудеберт био побеђен. Брунхилда га ја отерала у манастир и натерала га да се зареди, што га је по обичајима оног времена онемогућавало да поново преузме престо. Затворен је у манастир заједно са својим сином, Меровехом, где су обојица умрли исте године. Тиме је Теудерих потао краљ Бургундије и Аустразије. Међутим, врло брзо је умро (613) од дизентерије у Мецу, престоници Аустразије.

### Треће регенство и смрт
Брунхилда је онда тражила круну за свог праунука Зигеберта II и регентство за себе, али је племство Аустразије под вођством Пипина Ланденског и бискупа из Меца, св. Арнулфа, то одбила и склопила савез са Хлотаром II од Неустрије, Фредегундиним сином, који је предузео војни поход на Аустразију.
Брунхилда, оставши без војне подршке, обратила се за помоћ германским племенима која су живела на обалама Рајне, али је била ухваћена у Орбеу. Изведена је пред суд у Реневу, где је била оптужена за смрт многих важних особа. Према хроникама, стављена је на муке три дана, затим ју је Хлотарова војска извргла руглу, и на крају је била везана за коња који ју је вукао по земљи до смрти. Други извори наводе да је била расчетворена између четири коња.
Краљица Брунхилда је умрла 13. октобра 613. године. Њени посмртни остаци су спаљени и њен пепео положен у саркофаг у опатији коју је она основала 602. године, Сан Мартин у Отуну. Данас њени посмртни остаци почивају у музеју Ролин у Авињону.